# 첫사랑 좀비
《첫사랑 좀비》(일본어: 初恋ゾンビ 하쓰코이 존비[*])는 미네나미 료에 의한 일본의 만화다. 《주간 소년 선데이》(쇼가쿠칸)에서 2015년 46호부터 2019년 17호까지 연재되었다.
첫사랑 상대를 이상화, 망상화한 사념체를 보는 능력을 갖게 되어 버린 남자 고교생을 중심으로 한 러브 코미디 작품이다. 제목에 좀비라고 붙어 있지만, 엄밀한 의미에서 시체가 소생한 인간 등의 잔혹한 표현은 등장하지 않고, 작중의 묘사에서는 좀비라기보다 유령에 가깝다. 작가에게 있어서는 WEB 사이트 게재의 전작 《히메고토 ~19살의 제복~》에 이어지는 연재 작품이며, 최초의 소년지에서의 주간 연재 작품이다. 종이 매체에서의 연재도 본작이 처음이다. 《주간 소년 선데이》에서의 게재는 〈하나요메 와라시〉(《주간 소년 선데이》 2012년 43호) 이래다.

## 줄거리
아무것도 열정을 보이지 않는 고교생 쿠루메 타로(久留目タロウ)는 머리의 부상을 계기로, 첫사랑 상대를 이상화·망상화한 뇌내 여친 사념체="첫사랑 좀비"가 보이게 되어 버린다. 타로의 첫사랑 상대에게 똑같은 첫사랑 좀비 "이브"나, 주위의 첫사랑 좀비를 위해서 평온한 생활이 일변한 타로를 바탕으로, 타로와 같이 첫사랑 좀비를 볼 수 있는 능력을 가지는 전학생, 이부스키 리리토(指宿凛々澄)가 나타난다. 평온한 일상을 되찾고 싶은 타로는, 때로는 리리토과 협력하면서, 주위의 연애 트러블을 해결해 가게 되어, 또 자신의 뒤틀린 첫사랑과 마주하게 된다. 게다가 리리토와 정체는 남장을 한 소녀(리리스)였다.

## 등장인물
등장인물의 이름은 규슈 지방의 지명에서 취해진다.

### 주요 인물
쿠루메 타로(久留目 タロウ)
본작의 주인공. 와카사노미야 고등학교 1학년 2반. 어머니에 의해 수많은 습득을 하게 된 경험에서 아무것도 열중하지 않는 "에너지 절약남"이 되었다. 요령이 좋고 매사에 어긋나지 않는 주행등. 기본적으로는 냉정하고, 주위에의 팔로우를 아무렇지도 않게 실시하지만, 자신을 향하는 호의에는 둔감하다.
에비노의 타구를 받아 이마에 부상을 입은 것이 계기로, 뇌내 여친 사념체=첫사랑 좀비를 보는 능력을 가지게 된다.
유치원 시절 영어 교실에서 만난 이부스키 리리스(指宿凛々澄)에 첫사랑을 하고 "이브"를 낳았다. 그러나 이브가 보이게 될 때까지 영어 교실에서의 사건을 잊고 있었다. 어린 시절은 활발한 성격이었지만 리리토가 이사한 것을 계기에 지금의 차가운 성격이 되었다. 이상적인 존재인 이브에게 가장 끌리면서, 에비노와의 관계가 바뀌어 가는 것도 느끼고 있어, 이부스키 리리토 본인으로부터는 눈에서 멀어지고 있다.
머리카락은 툰툰 기미의 천연 파마로, 얼굴은 아이돌 그룹의 잘 보면 미묘한 녀석 정도다. 연재 당초는 리리토와 같을 정도의 체격이었지만, 서서히 신장이 늘어나 체격차가 열리고 있다.
이브(イヴ)
쿠루메 타로의 첫사랑 상대인 유치원 시대의 이부스키 리리토를 모델로 한 첫사랑 좀비. 보통의 첫사랑 좀비는 소유자가 취침했을 때나 사랑이 성취했을 경우에 사라지는데 반해, 독자적인 진화를 이룬 이브는 타로의 취침중도 사라지지 않고 타로의 사랑이 성취해도 소멸하지 않는다는 이례적으로 존재하고 있다.
타로의 이상적인 모습을 한 미소녀. 굉장히 리리토와 닮은 외모이지만, 타로의 취향을 반영해 롱헤어로, 실제의 리리토보다 키가 낮고 거유인 등의 차이가 있다. 타로 왈 "세계에서 가장 귀여운 소녀".
타로의 소망의 구현화임에도 불구하고 타로의 명령을 거부하는 등, 다른 첫사랑 좀비에서는 볼 수 없는 자발적이라고도 생각되는 언동을 나타낸다. 분노로 감정이 닿았을 때는 대상에 손을 닿을 수 있게 되는 등 진화해 나간다. 타로와 연동하고 있는 부분도 있어, 타로가 졸릴 때는 이브도 잠들어 버려, 타로에는 거짓말이 되지 않는다.
이부스키 리리토(指宿 凛々澄)
귀국 자녀의 전학생. 유치원 시절에 타로와 같은 영어 교실에 다녔다. 타로의 첫사랑 상대. 단려한 얼굴로, 이브와 닮은 외모. 타로와 마찬가지로 첫사랑 좀비를 보는 능력을 갖고, 첫사랑 좀비에게 명령해 어느 정도 행동을 조종할 수 있다.
미소년을 가장하고 있지만 실은 남장 한 미소녀. 본명은 야메 리리스(八女 凛々澄). 어린 시절, 아버지의 첫사랑 좀비를 본 것으로 가정의 붕괴를 초래한 트라우마를 가진다. 또 미소녀이기 때문에 자신을 모델로 한 첫사랑 좀비가 태어나기 쉽고, 성적인 망상의 대상이 되는 것을 견딜 수 없게 되어, 12세에 여자아이인 것을 버렸다. 첫사랑 좀비를 보는 능력은 어린 시절에 타로에게서 옮은 것으로, 타로에 대한 복수를 선언하는 한편, 타로가 자신을 모델로 한 첫사랑 좀비를 가지고 있었던 것에는 기쁨을 느끼는 등 복잡한 갈등이 있다. 첫사랑 좀비를 성불시키는 방법을 모르고 굳이 사람에게 미움받도록 행동함으로써 실연 좀비로부터 몸을 지켜왔다. 남자라고 들었던 타로의 어머니로부터는, 타로의 첫사랑이 실리지 않는 것을 유감스러웠다.
화려한 체격. 서포터를 착용해 체형을 숨기고 있지만, 선입관을 가지지 않는 자로부터는 미소녀로 보인다. 눈부신 사람이라면 행동도 무리를 하고 있다고 깨진다.
여학생으로부터 인기가 있기 때문에, 전학 당초는 귀국 자녀의 왕자님 캐릭터를 연기하고 있었지만, 본래는 솔직하고 상냥한 성격이며, 표면상의 시원한 가면이 붕괴되고 있다. 첫사랑 좀비인 이브에게 정이 붙어, 유일한 여자인 친구인 에비노에게도 신뢰를 두게 되고 나서는, 주위에의 배려로부터 현상을 유지할 수밖에 없는 상황에 몰리고 있다.
에비노 메이(江火野 芽衣)
와카사노미야 고등학교 1학년 2반. 타로는 초등학교 때부터의 소꿉친구다. 배구부에 소속되어 있다. 모델 같은 장신 미녀로, 학교에서는 인기인이다. 큰 눈썹이 트레이드 마크다.
신경이 쓰이지 않고 싫은 성격으로, 미사오 선배와 같은 타입과는 개와 원숭이의 사이. 연애에는 관심이 없다고 말한다.
자신의 타구가 원인으로 타로에게 부상을 일으킨 일이나, 부상을 계기로 타로의 행동·성격이 바뀌어 버린 것을 신경쓰고 있다. 에지 절약남으로부터 탈각하고 있는 타로를 의식하기 시작한다. 또, 리리토가 여성임을 알게 되지만, 동시에 타로에 대한 연심을 자각했기 때문에, 그것을 타로에게 전할 수 없었다.
친가는 식당을 경영하고 있으며, 동생 두 명, 여동생 한 명의 네 명 자매의 장녀. 초등학교 1학년 무렵은 클래스메이트인 타로와 소원했지만, 초등학교 4, 5년에 다시 반이 같게 되어 타로와 이야기하게 되었다. 야츠시로 류나 아마쿠사 아미 등의 클래스메이트나 타로의 어머니로부터는 타로와의 사이를 차갑게 하고 있다.

### 와카사노미야 고등학교 학생
야츠시로 류(八代 龍)
타로·에비노 메이와 같은 중학교 출신으로 현재도 같은 클래스의 남학생. 타로는 초등학교 시절에 가라데 교실에서 알게 되었다. 아마쿠사 아미와의 사랑을 성취시킨 후에는, 에비노의 사랑을 뒷받침한다.
아마쿠사 아미(天草 亜美)
클래슴메이트인 에비노의 친구. 기본적으로 어른스러운 성격이지만, 스위치가 들어가면 여두목같은 강렬한 성격으로 바뀐다. 야츠시로 류와의 사랑을 성취시킨 후에는, 에비노의 사랑을 뒷받침한다.
히토요시 이스미(人吉 伊純)
타로의 클래스메이트. 에비노 메이가 모델의 첫사랑 좀비를 가진다. 순정한 모습이지만 과격한 망상을 하고 있다. 질투 깊게, 에비노가 이성과 이야기하고 있는 대로 첫사랑 좀비가 실연 좀비화한다.
제2화에서는 이름은 伊澄이지만, 그 후의 이야기나 단행본 3권의 클래스메이트 소개에서는 伊純라고 표기되어 있다.
미야코노조 시즈카(都城 静)
타로의 클래스메이트. 3차원에 흥미가 없는 오타쿠였지만, 갸루의 미타코 노아에게 첫사랑을 한다. 스스로의 연심을 부정하고 아픈 첫사랑 좀비를 낳았다. 타로의 말을 듣고 희공과 마주보고 사랑을 성취시켜 첫사랑 좀비를 성불시켰다.
미타코 노아(三股 希空)
1학년 7반의 여학생. 갸루풍의 모습을 하고 있다. 뚱뚱한 남성이 마음에 들고, 학외에서 자주 보이는 미야코시로 시즈카에게 사랑을 했다. 미야코시로 시즈카와의 사랑을 성취시킨 후는, 쿠루메 타로의 사랑을 응원해, 타로와 이부스키 리리토가 어울린다고 생각하고 있다.
시부아이 미사오(肆部合 みさを)
화도부 소속의 2학년. 가련한 모습과 바보로 사랑을 모르고 만난 남자는 운명을 느끼기 때문에 '첫사랑 킬러'라고 불리고 있다.
어리석은 분위기는 연기로, 많은 남자의 첫사랑을 빼앗는 첫사랑 킬러로 있는 것에 기쁨을 느끼고 있다. 외모와 가문이 완벽한 이부스키 리리토에 눈을 돌리고 리리토의 첫사랑을 빼앗으려 했다.
눈을 보는 것으로 상대가 첫사랑을 경험하고 있는지를 간파할 수 있다.
코이가우라 하란(恋ヶ浦 波蘭)
2학년. 학교 제일의 미남으로, 항상 복수의 여학생을 데리고 있다. 미사오 선배와는 동족 혐오에 의해 초등학교 시대부터 개와 원숭이의 사이.
이부스키 리리토를 여학생이 아닐까 의심하고 있었지만, 결국 남자라고 생각한 채 리리토에게 첫사랑을 걸고 있다.

### 타로의 가족
쿠루메 나츠코(久留目 那津子)
쿠루메 타로·나스토·카즈키의 어머니. 타로를 다수의 학원에 다니게 하여 에너지 절약남이 되는 원인을 만들었다. 아들과 딸의 연애이야기를 잘 밝힌다.
쿠루메 나스토(久留目 成人)
쿠루메 타로의 동생으로 초등학교 5학년. 에비노에게 첫사랑을 했다. 많은 학원을 다니고 있지만, 손을 뺀 타로와 달리 모든 것을 성실하게 해내는 노력가.
쿠루메 쇼타로(久留目 正太郎)
쿠루메 타로의 증조부. 타로와 마찬가지로 첫사랑 좀비를 보는 능력을 가진다.
쿠루메 카즈키(久留目 一姫)
쿠루메 타로의 언니로 대학생. 다수의 학원에 다니고, 그 모두에서 우수한 성적을 나타낸 전신동. 리리토의 정체를 한눈에 꿰뚫는다.
쿠루메 슈타로(久留目 祟太郎)
쿠루메 타로의 아버지. 미국에서 대학교수를 하고 있다. 확률 계산에 의해 복권을 매년 맞추고 쿠루메가의 생계를 세우고 있다. 근본적으로 남자가 싫고, 아들인 타로나 나스토에게도 차갑게 대하고 있다.

### 주요 인물 관계자
야메 모모요(八女 桃代)
이부스키 리리토의 할머니. 리리토를 여자아이로서 키우고 싶다고 생각하서, 리리토의 남장이 들키도록 계획한다.
야메 카츠마(八女 勝馬)
이부스키 리리토의 할아버지. 대지주인 야메가의 당주. 리리토를 야메가의 손자로 키우고, 에비노를 리리토의 아내로 맞이하고 싶다고 생각하고 있다.
야메 나나노(八女 菜々乃)
이부스키 리리토의 어머니. 리리토를 닮은 미녀. 전 남편에게 버려지고 나서는, 야메가의 사업을 계승해 민완 여자 사장이 되었다.
하리스리(針摺)
야메가의 집사장. 하인 중에서 유일하게 리리토가 여성임을 알고 있다. 앨리스라는 딸이 있어 하리스리와 같이 집사를 하고 있다.
니가츠덴 스즈코(二月田 朱々子)
결백여학원 중등부 3학년. 타로나 리리토와 같은 영어 교실에 다니던 인연이 있다. 리리토의 여동생과 같은 존재로 리리토의 사랑을 응원하고 있다.

## 용어 해설
첫사랑 좀비
첫사랑 상대를 이상화한 뇌내 여친 사념체. 쿠루메 타로가 명명하고, 후에 이부스키 리리토도 부르게 된다. 첫사랑 상대를 모델로 하고, 창조자(크리에이터)의 이상적인 모습을 하고 있다. 첫사랑을 성취시키면 성불하고 사라지고, 한번 사라지면 부활은 하지 않는다.
창조자가 첫사랑의 상대를 현재 진행형으로 좋아하는 경우, 첫사랑 좀비는 빛나고, 창조자 옆에서 망상을 표현하고 있다. 한편 창조자가 첫사랑에 생각이 없는 경우, 의식을 잃어버린 곳에서 공중을 감돌고 있다.
아픈 첫사랑 좀비나 젤리 좀비처럼 창조자의 심리 상태에 따라 모습과 성질이 변화한다.
리리토는 첫사랑 좀비에게 명령을 하는 것으로 간단한 행동을 조종할 수 있지만, 그 때에는 리리토와 첫사랑 좀비의 창조자에게 부하가 걸린다.
실연 좀비
창조자가 첫사랑 상대에게 실연했다고 느꼈을 때 생기는 첫사랑 좀비가 변신한 모습. 이브가 명명했다. 원래 모델의 외모를 유지하면서 악마 같은 모습이 된다. 노출이 많은 모습이 되는 경우가 많다.
실연 좀비는 창조자의 원한을 첫사랑 상대와 그 주위에 발하는 힘이 있다.
첫사랑 좀비가 변신하는 실연의 정도에는 개인차가 있어, 히토요시 이순의 첫사랑 좀비는 주위의 사소한 언동으로 곧바로 실연 좀비화한다.

## 서지 정보
- 미네나미 료 《첫사랑 좀비》 쇼가쿠칸 〈소년 선데이 코믹스〉, 전 17권
  1. 2016년 3월 18일 발매[3], ISBN 978-4-09-126440-4
  2. 2016년 6월 17일 발매[4], ISBN 978-4-09-127168-6
  3. 2016년 8월 18일 발매[5], ISBN 978-4-09-127324-6
  4. 2016년 10월 18일 발매[6], ISBN 978-4-09-127401-4
  5. 2016년 12월 16일 발매[7], ISBN 978-4-09-127457-1
  6. 2017년 3월 17일 발매[8], ISBN 978-4-09-127512-7
  7. 2017년 5월 18일 발매[9], ISBN 978-4-09-127563-9
  8. 2017년 7월 18일 발매[10], ISBN 978-4-09-127665-0
  9. 2017년 10월 18일 발매[11], ISBN 978-4-09-127857-9
  10. 2018년 1월 18일 발매[12], ISBN 978-4-09-128079-4
  11. 2018년 4월 18일 발매[13], ISBN 978-4-09-128242-2
  12. 2018년 6월 18일 발매[14], ISBN 978-4-09-128264-4
  13. 2018년 9월 18일 발매[15], ISBN 978-4-09-128397-9
  14. 2018년 12월 18일 발매[16], ISBN 978-4-09-128594-2
  15. 2019년 3월 18일 발매[17], ISBN 978-4-09-128804-2
  16. 2019년 5월 17일 발매[18], ISBN 978-4-09-129159-2
  17. 2019년 6월 18일 발매[19], ISBN 978-4-09-129168-4